# Cyphocarpus
Cyphocarpus – rodzaj roślin z rodziny dzwonkowatych. Obejmuje trzy gatunki. Wszystkie występują w północnym i środkowym Chile.

## Morfologia
PokrójRośliny roczne i byliny.
LiściePierzasto podzielone.
KwiatyDrobne do średnich, siedzące i skupione w kilku- lub kilkunastokwiatowy kłos. Hypancjum maczugowate lub równowąskie. Kielich z działkami pierzasto podzielonymi. Korona niebieska, lawendowa lub biała, o symetrii grzbiecistej, z jednym płatkiem tworzącym górną wargę i czterema tworzącymi wargę dolną. Pręciki nadległe płatkom, okazałe, schowane w rurce korony. Zalążnia dolna, dwukomorowa.
OwoceTorebki otwierające się nieregularnym pęknięciem.

## Systematyka
Pozycja systematyczna
Rodzaj z rodziny dzwonkowatych Campanulaceae klasyfikowany w jej obrębie do monotypowej podrodziny Cyphocarpoideae.
Wykaz gatunków
- Cyphocarpus innocuus Sandwith
- Cyphocarpus psammophilus Ricardi
- Cyphocarpus rigescens Miers